# Joacine Katar Moreira
Joacine Elysees Katar Tavares Moreira, mais conhecida apenas por Joacine Katar Moreira (Bissau, 27 de julho de 1982), é uma historiadora, ativista e política afro-portuguesa. Foi eleita deputada ao Parlamento português pelo partido LIVRE em outubro de 2019. Três dias após perder a confiança política do partido, em 3 de fevereiro de 2020, passou à condição de deputada não-inscrita.

## Biografia
Nasceu em 27 de julho de 1982, em Bissau, na Guiné-Bissau, como a mais velha de 11 irmãos - 7 irmãos por parte do pai, Joaquim Moreira, então de 18 anos, e 3 irmãos por parte da mãe, Elsa Katar Mady, então de 19 anos. A avó paterna, Maria Leonor Teixeira Barbosa, conhecida por Nonó, era filha de um cabo-verdiano e de uma guineense, e o avô paterno, Joaquim Moreira, era descendente de José Mendes Moreira, um funcionário africano da administração colonial portuguesa na Guiné, que chegou a ser agraciado com o grau de Oficial da Ordem do Império a 12 de julho de 1972. A avó, Maria Leonor, separou-se de Joaquim Moreira ao fim de quatro anos de casamento, quando tinha 20 anos, e cuidou da prole, ao mesmo tempo que tirava o curso de Enfermagem. Os pais de Joacine divorciaram-se quando Joacine tinha apenas três anos, tendo Joacine sido criada pela avó, Maria Leonor, até ter sido enviada aos oito anos para Portugal, onde vive desde 1990, tendo dupla nacionalidade, portuguesa e guineense. Estudou no colégio das Irmãs Dominicanas da Anunciata, em Mafra, onde esteve até aos 15 anos. Aos 15 anos, mudou-se para casa do pai e da madrasta, em Alverca, onde estudou Humanidades na Escola Secundária Gago Coutinho até ao 12.º ano. É licenciada em História Moderna e Contemporânea – vertente de Gestão de Bens Culturais (2005), mestre em Desenvolvimento, Diversidades Locais e Desafios Mundiais (2009) e doutorada em Estudos Africanos (2018), todos os graus obtidos pelo ISCTE-IUL.
Ao lado de Welket Bungué, Joacine Katar Moreira estreou-se como atriz no filme Mudança (2020), realizado pelo cineasta guineense .
Em maio de 2021, Joacine lançou o livro Matchundadi: Género, Performance e Violência Política na Guiné-Bissau (Documenta), que tem por base a sua tese de doutoramento. O livro coloca a luz sobre a dominação dos conceitos tradicionais de masculinidade na vida política e social da Guiné-Bissau .

## Carreira política
Foi membro do Grupo de Contacto do LIVRE e cabeça-de-lista por este partido no círculo de Lisboa nas eleições legislativas portuguesas de 2019, tendo sido eleita deputada. Foi a primeira deputada eleita pelo LIVRE na história do partido e uma de três mulheres negras eleitas para a Assembleia da República em 2019, juntamente com Romualda Fernandes  (pelo Partido Socialista) e Beatriz Dias (pelo Bloco de Esquerda), XIV Legislatura daquela câmara. Em 3 fevereiro de 2020, passou a deputada não-inscrita após lhe ter sido retirada a confiança política por parte da Assembleia do LIVRE três dias antes.

### Ataques nas legislativas de 2019
Durante a campanha e após a eleição como deputada em 2019, Joacine Moreira foi alvo de várias campanhas de desinformação e difamação em redes sociais, sobretudo em páginas ligadas ao partido CHEGA, que acumularam milhares de partilhas e instigaram uma torrente de mensagens de ódio, racismo e xenofobia.
Entre as várias alegações falsas, foi dito que Joacine não teria nacionalidade portuguesa (e que teria mesmo entrado ilegalmente em Portugal), pelo que não poderia assumir o mandato — apesar de viver em Portugal desde os oito anos e possuir dupla nacionalidade, portuguesa e guineense, não havendo qualquer obstáculo ao mandato parlamentar.
Outra alegação falsa era a de teria tirado o curso «à custa do contribuinte português»; no entanto financiou a sua frequência na universidade com vários empregos em simultâneo.
Foi ainda ventilado que a candidata recém-eleita teria brandido uma bandeira da Guiné-Bissau durante os festejos, numa violação do artigo 11.º da Constituição da República Portuguesa, ainda que este apenas determine a bandeira de Portugal, sem qualquer proibição em relação à exibição de bandeiras de outros países em festejos eleitorais. Ademais, Joacine Moreira não ergueu qualquer bandeira das várias visíveis na imagens veiculadas.
Foi ainda erroneamente alegado que a gaguez da candidata seria falsa, ou exagerada para efeitos de mediatismo — ainda que esta condição seja comprovadamente muito anterior ao início da sua carreira política.
Joacine Katar Moreira continuou a ser alvo de diversos ataques orgânicos veiculados em redes sociais durante e após o conflito com o partido que a elegera. 
Em janeiro de 2024, o historiador António Araújo considerou, num artigo para o Diário de Notícias, que Katar Moreira foi "foi vítima da mais violenta e mais vil campanha de ódio, racismo e xenofobia de que há memória na história da democracia [portuguesa]".

### Afastamento do LIVRE e retirada de confiança política
Em 31 de janeiro de 2020, após diversos desentendimentos com o partido, que tinham culminado com a deputada a acusar o LIVRE de mentiras, perseguições e de usar a sua condição de mulher negra para obter subvenções, o partido decidiu retirar-lhe a confiança política. Três dias depois, passou a deputada não-inscrita.
O porta-voz do Grupo de Contacto, o órgão dirigente do LIVRE, garantiu que esta decisão resulta da irresponsabilidade de Joacine: “Não fomos nós que nos divorciamos de Joacine. Foi a deputada que se divorciou de nós logo após as eleições". O partido garante, contudo, que continuará a defender Joacine de ataques racistas, fascistas e sexistas de alguns sectores da sociedade portuguesa.
Apesar da prevista passagem de Joacine Moreira à condição de independente, a subvenção ao partido Livre permanecerá intacta, enquanto o montante atribuído à deputada para o apoio ao trabalho parlamentar diminui de 117 mil euros para 57 mil euros anuais (valores de 2020).

## Resultados eleitorais

### Eleições legislativas
| Data | Partido | Partido | Círculo eleitoral | Posição     | Cl. | Votos  | %             | +/- | Status | Notas                                   |
| ---- | ------- | ------- | ----------------- | ----------- | --- | ------ | ------------- | --- | ------ | --------------------------------------- |
| 2019 |         | LIVRE   | Lisboa            | 1.º (em 48) | 8.º | 22 807 | 2,07 / 100,00 |     | Eleita | Passou a deputada não inscrita em 2020. |

### Eleições europeias
| Data | Partido | Partido | Posição    | Cl. | Votos  | %             | Status     | Notas |
| ---- | ------- | ------- | ---------- | --- | ------ | ------------- | ---------- | ----- |
| 2019 |         | LIVRE   | 2º (em 21) | 6.º | 71 495 | 2,18 / 100,00 | Não Eleita |       |

### Eleições legislativas
| Data | Círculo eleitoral | Cl. | Votos  | Status | Notas |
| ---- | ----------------- | --- | ------ | ------ | ----- |
| 2019 | Lisboa            | 1.º | 798,64 | Eleita |       |

#### Primárias europeias
| Data | Cl. | Votos  | Status |
| ---- | --- | ------ | ------ |
| 2019 | 2.º | 625,56 | Eleita |

## Prémios
- 2023 - Prémio Mulher Referência Chá de Beleza Afro (CBA)[20]